# Dmitrij Sadownikow
Dmitrij Nikołajewicz Sadownikow, ros.  Дми́трий Никола́евич Садо́вников (ur. 25 kwietnia?/7 maja 1847 w Simbirsku, zm. 18 grudnia?/30 grudnia 1883 w  Petersburgu) – rosyjski poeta, pisarz, pedagog, krytyk literacki, folklorysta i etnograf.
Autor pieśni "Wołga, Wołga..." (ros. "Из-за острова на стрежень…" lub "Волга, Волга, мать родная…").

## Źródła (w języku rosyjskim)
- "Русские ведомости", 1883, № 353.
- "Исторический вестник", 1884, № 2.
- D. D. Jazykow - "Обзор жизни и трудов покойных русских писателей" (Obraz życia i osiągnięć rosyjskich pisarzy)

Ten artykuł wykorzystuje informacje pochodzące ze Słownika encyklopedycznego Brockhausa i Efrona (wyd. 1906), obecnie będącego w domenie publicznej.